# Hágótanya
Hágótanya románul: Hagău, falu Romániában, Erdélyben, Kolozs megyében. Közigazgatásilag Katona községhez tartozik.

## Fekvése
Katona (Cătina) mellett fekvő település.

## Története
Hágótanya korábban Katona része volt. 1956 körül vált külön 83 lakossal.
1966-ban 532 lakosából 395 román, 135 magyar, 2 egyéb volt. 1977-ben 442 lakosából 361 román 81 magyar, 1992-ben 268 lakosából 218 román, 50 magyar, a 2002-es népszámláláskor 245 lakosából 207 román, 37 magyar, 1 ukrán volt.